# Bisdom Aguascalientes
Het bisdom Aguascalientes (Latijn: Dioecesis de Aguas Calientes) is een rooms-katholiek bisdom met als zetel Aguascalientes, in Mexico. Het bisdom is suffragaan aan het aartsbisdom Guadalajara. 

## Geschiedenis
Het bisdom werd opgericht op 27 augustus 1899, uit delen van het aartsbisdom Guadalajara.

## Parochies
Het bisdom had in 2020 een oppervlakte van 11.038 km2 en telde 1.547.498	inwoners waarvan 93,7% rooms-katholiek was.

## Bisschoppen
- José María de Jesús Portugal y Serratos (30 mei 1902 - 27 november 1912)
- Ignacio Valdespino y Díaz (10 januari 1913 - 11 mei 1928)
- José de Jesús López y González (20 september 1929 - 11 november 1950; hulpbisschop sinds 1 juli 1927)
- Salvador Quezada Limón (20 oktober 1951 - 28 januari 1984)
  - Alfredo Torres Romero (coadjutor: 4 januari 1975 - 1976)
  - Ricardo Guízar Díaz (hulpbisschop: 9 december 1977 - 3 november 1984)
- Rafael Muñoz Núñez (1 juni 1984 - 18 mei 1998)
- Ramón Godinez Flores (18 mei 1998 - 20 april 2007)
- José María de la Torre Martín (31 januari 2008 - 14 december 2020)
- Juan Espinoza Jiménez (23 december 2021 - heden)

Guadalajara (aartsbisdom) · Aguascalientes · Autlán · Ciudad Guzmán · Colima · Jesús María (territoriale prelatuur) · San Juan de los Lagos · Tepic